# Carballo (kommun)
Carballo är en kommun i Spanien. Den ligger i provinsen A Coruña i den autonoma regionen Galicien i nordvästra delen av landet, 500 km väster om huvudstaden Madrid. Antalet invånare är 31 595 (2024). Arean är 186,09 kvadratkilometer.